# Тест Уайта
Тест Уайта (англ. White test) — универсальная процедура тестирования гетероскедастичности случайных ошибок линейной регрессионной модели, не налагающая особых ограничений на структуру гетероскедастичности, предложенная Уайтом в 1980 г. Тест является асимптотическим.

## Сущность и процедура теста
Пусть имеется линейная регрессия:
{\displaystyle y_{t}=x_{t}^{T}b+\varepsilon _{t}}
Необходимо проверить гетероскедастичность случайных ошибок модели {\displaystyle \varepsilon }. Тест использует остатки регрессии, оценённой с помощью обычного метода наименьших квадратов. Для теста  оценивается (также обычным МНК) вспомогательная регрессия квадратов этих остатков на все регрессоры (включая константу, даже если её не было в исходной модели), их квадраты и попарные произведения:
{\displaystyle e_{t}^{2}=a_{0}+a^{T}x_{t}+x_{t}^{T}Ax_{t}+u_{t}}
{\displaystyle e_{t}} — остатки регрессии;
{\displaystyle x_{t}} — факторы исходной регрессии;
{\displaystyle a_{0},a,A} — параметры вспомогательной регрессии — соответственно константа, вектор линейных коэффициентов и матрица коэффициентов при квадратах и попарных произведениях факторов.
{\displaystyle u_{t}}-случайная ошибка вспомогательной модели.
В данной записи без ограничения общности  матрицу {\displaystyle A} можно считать треугольной. В другом варианте теста в модель не включаются попарные произведения, тогда матрица {\displaystyle A} - диагональная.
В тесте проверяется нулевая гипотеза об отсутствии гетероскедастичности (то есть ошибки модели предполагаются гомоскедастичными — с постоянной дисперсией). В таком случае вспомогательная регрессия должна быть незначимой. Для проверки этой гипотезы используется LM-статистика {\displaystyle LM=nR^{2}}, где {\displaystyle R^{2}} — коэффициент детерминации вспомогательной регрессии, {\displaystyle n}-количество наблюдений. При отсутствии гетероскедастичности данная статистика имеет асимптотическое распределение {\displaystyle \chi ^{2}(N-1)}, где {\displaystyle N} - количество параметров вспомогательной регрессии. Следовательно, если значение статистики больше критического значения этого распределения для заданного уровня значимости, то нулевая гипотеза отвергается, то есть имеется гетероскедастичность. В противном случае гетероскедастичность признаётся незначимой (случайные ошибки скорее всего гомоскедастичны).
Статистические программы часто кроме собственно статистики  {\displaystyle nR^{2}} выводят также и F-статистику для проверки аналогичной гипотезы, которая имеет асимптотическое распределение Фишера {\displaystyle F(N-1,n-N)}